# Dülwald
Der historische Dülwald (Dühlwald, Dühlholz) war bis gegen Ende des Mittelalters ein kaum besiedelter Urwald südlich des Steinhuder Meeres.
 
Er lag im Norden des heutigen Landkreises Schaumburg in Niedersachsen, zwischen Minden, Stadthagen und Wunstorf, zwischen der Weser, den Rehburger Bergen, dem Steinhuder Meer und dem Bückeberg, zwischen Schaumburger Wald und Haster Wald.
Bis zum 13. Jahrhundert bedeckte ein dichter sumpfiger Auwald das Gebiet, das von der Sachsenhäger Aue, der Rodenberger Aue und zahlreichen Bächen entwässert wird. An seiner Südseite lag eine alte Handelsstraße (Hellweg) zwischen Rhein und Elbe, deren Verlauf die heutige Bundesstraße 65 folgt. Frühgeschichtliche Funde belegen eine frühe Besiedlung dieser Region. Im 5. Jahrhundert drangen die Sachsen in den Bereich der nördlichsten Mittelgebirge vor. Der Dülwald blieb als großer Grenzwald zwischen mehreren Gauen bis zum Beginn der Rodung im 13. Jahrhundert erhalten. Im 12. Jahrhundert begann die intensive Kolonisation Ostfalens und im Dülwald entstanden etliche „wilde Siedlungen“, da die Gegend weitgehend als herrenlos angesehen wurde.
Die Grafen von Roden-Wunstorf begannen mit der Anlage neuer Siedlungen, auf die der Bischof von Minden Besitzansprüche erhob, und die Grafen von Schaumburg gründeten Stadthagen. Der Herzog von Sachsen-Lauenburg besaß Rechte am Dülwald und gründete die Wasserburg Sachsenhagen. Die Kolonisten des Dülwalds genossen teilweise Sonderrechte, wurden von Leibeigenschaft befreit und wurden zu freien Bürgern.
Der Dülwald wurde nach und nach gerodet. Mit der Zahl der Siedlungen stieg auch der Bedarf an Ackerland. Der heutige Dülwald ist nur noch rund 580 Hektar groß und liegt zwischen Sachsenhagen und den Orten Lindhorst und Ottensen (Ortsteil von Lindhorst) in Schaumburg. Er wird im nördlichen Drittel vom Mittellandkanal gekreuzt. In Wanderkarten wird das restliche Waldgebiet als Alter Teil bezeichnet.
Im weiteren Sinne existiert der Dülwald jedoch auch in anderen isolierten, aber teilweise auch heute noch recht großen Waldgebieten weiter. So ist zum Beispiel auch der 4.000 Hektar große Schaumburger Wald ein Überbleibsel des Dülwaldes.